# Chabo (studenthem)
Chabo är ett studentbostadshus i Göteborg. Det är det andra permanenta studenthemmet inne på Chalmers campusområde Johanneberg. Första studenthemmet på campusområdet var Rännan.
Chabo ritades av Wingårdhs arkitektkontor och invigdes 8 september 2006. Byggnaden består av tre huskroppar 5, 8 och 13 våningar höga vilka är sammanbyggda till ett C. Huskropparna är byggda i sandwichbetongelement med grön fasadbeklädnad i slipad terrazzobetong från Strängbetong. Uppförandet av fasaden tog 8 månader, mycket tack vare att betongelementen var prefabricerade. Investeringskostnaden för Chabo var ca 300 miljoner kronor. Resultatet blev totalt 479 lägenheter, varav 470 är ett rum med kök.
Fastigheten ägs av Chalmersfastigheter och förvaltas via ett blockhyresavtal av Chalmers studentbostäder.  